# Juan Pablo Bulnes
Juan Pablo Bulnes (Córdoba (Argentina), 1784–1851) fue un militar y caudillo argentino, líder del partido federal de su provincia en la década de 1810 y colaborador de José Artigas.

## El primer federalismo cordobés
Estudió en el actual Colegio Nacional de Monserrat y en la Universidad Nacional de Córdoba, donde se recibió de abogado. En su juventud se dedicó al comercio en la ruta al Alto Perú y hasta Lima.
Apoyó la Revolución de Mayo y al partido federal de José Javier Díaz. Fue primero jefe del cuerpo de artillería de las milicias de la ciudad de Córdoba, para luego ser el comandante de todas las milicias de la ciudad. Debió su nombramiento a ser yerno del influyente doctor Ambrosio Funes, jefe del partido autonomista cordobés y hermano del Deán Funes.
En febrero de 1815 fue enviado por los federales de Córdoba ante Artigas, para pedirle que interviniera en la provincia, con la idea de lograr la autonomía. De nuevo viajó a Santa Fe en marzo de 1816, para asistir a la toma de la ciudad por las fuerzas de Artigas y los santafesinos de Mariano Vera.
Más tarde, ese mismo año, al recibir la noticia de la invasión de Díaz Vélez contra Santa Fe, se sublevó contra el gobernador federal José Javier Díaz y marchó a ayudar a Santa Fe. No llegó a hacerlo: los porteños fueron derrotados sin su ayuda, de modo que emprendió el regreso a Córdoba. Díaz le salió al cruce, intentando evitar que tomara la capital provincial. Pero Bulnes lo derrotó en las afueras de la ciudad; el gobernador se retiró y renunció pocos días más tarde.
Tomó la ciudad y llamó a un cabildo abierto para elegir nuevas autoridades. No llegaron a elegirse: el Congreso nombró gobernador a Ambrosio Funes. Bulnes no quiso enfrentar a su suegro y se retiró al campo, a esperar lo que pudiera ocurrir. Sin embargo logró dominar a su suegro imponiéndole el control militar sobre su persona y hasta su ministro de gobierno: José Isasa, uno de los más activos líderes federales.
El Directorio pidió a Belgrano, comandante del Ejército del Norte, que enviara tropas a enfrentar a Bulnes; llegaron los coroneles Sayós y Bedoya, que lo derrotaron en el combate del Bajo de Santa Ana, en las afueras de la ciudad, en noviembre de 1816, y fue capturado por orden de su suegro, el gobernador. No obstante, Funes se negó a entregar el prisionero a Belgrano, y más tarde ayudó a su yerno a escapar.
Pero Bulnes no estaba para cuestiones familiares, de modo que el mismo día que salió en libertad, a mediados de enero de 1817, junto a Agustín Urtubey organizó una revolución y derrocó a su suegro. Lo envió preso junto a Sayós, Manuel Antonio Castro y el Deán Funes a Buenos Aires. Pero en el camino se sublevaron y regresaron a Córdoba. En ese lapso, Bulnes y Urtubey habían fracasado en formar un gobierno, y eso empeoró su situación para una posible batalla; de modo que llamaron a Cabildo Abierto, donde extrañamente resultó elegido Juan Andrés de Pueyrredón, hermano del Director Supremo.

## Con Artigas
Afortunadamente, el carácter familiar de este conflicto hizo menos duros los enfrentamientos entre federales y unitarios en Córdoba que en otras provincias. Funes volvió a la ciudad y Bulnes optó por huir a Santa Fe, en compañía de Urtubey.
Desde allí pasó a la Banda Oriental y se unió a Artigas, quien lo envió en una misión diplomática fracasada al Paraguay. Acompañó al caudillo en las últimas campañas contra los portugueses y contra los entrerrianos de Francisco Ramírez. Era el jefe de las tropas de Artigas en alguna de las derrotas de este frente al Supremo Entrerriano.
Cuando Artigas decidió refugiarse en el Paraguay, Bulnes consiguió escabullirse y regresar en septiembre de 1820 a Córdoba, donde su antiguo enemigo Juan Bautista Bustos era ahora el gobernador y el jefe del partido federal.

## Con Bustos
A diferencia del resto de los federales cordobeses, incluido su hermano Eduardo Pérez Bulnes, don Juan Pablo se alió a Bustos y lo ayudó a formar un gobierno autónomo - en los hechos, independiente - y a intentar reunir un congreso federal en Córdoba.
Durante la década del 20, fue diputado federal y uno de los más firmes apoyos del gobernador Bustos. Era el presidente de la legislatura cuando esta rechazó la constitución unitaria de 1826, que su propio hermano Eduardo había votado. Más tarde fue ministro de gobierno.
En 1829 fue uno de los jefes del ejército de Bustos en la batalla de San Roque, que confirmó el derrocamiento del caudillo federal a manos del general Paz. Después de la derrota huyó a incorporarse a las tropas de Facundo Quiroga, a las órdenes de quien combatió en la batalla de La Tablada y, al año siguiente, de nuevo en Oncativo.

## Últimos años
Terminó refugiado en Santa Fe, donde ejerció como jefe de Estado Mayor de Estanislao López. Estaba con este en el momento en que el caudillo recibió al recientemente tomado prisionero general Paz.
Participó en la revolución de septiembre de 1832, dirigida por José Ruiz Huidobro contra los hermanos Reynafé. Como resultado del fracaso de ésta, debió huir a La Rioja, donde permaneció hasta la caída de los Reynafé, quienes debieron abandonar el poder en 1835 por el asesinato de Quiroga.
Regresó a Córdoba, donde apoyó el ascenso de Manuel López, que comenzó su gobierno con el apoyo de los partidarios de Bustos a fines de ese año. Pero como el nuevo caudillo desconfiaba del revoltoso Bulnes, lo mantuvo apartado del poder; de modo que no volvió a actuar en política.